# 成城 (世田谷區)
成城（日语：／ Seijō */?）是東京都世田谷區的地名，下分一丁目至九丁目。郵遞區號157-0066。是日本知名的高級住宅區。

## 地理
成城東至仙川，西至野川，為台地狀土地。此外，西部是國分寺崖線、神明の森みつ池。
住居表示的成城是以小田急小田原線成城學園前站為中心、約68萬坪（225.9公頃）的地區，是都內首屈一指的高級住宅區。車站南側是成城一丁目至成城三丁目，車站北側是成城四丁目至成城九丁目。

### 建築
成城六丁目大部分是2層樓的住宅，許多居住者居住2年左右便搬離。由於新住戶多，為住宅翻修的情形也較多，街貌不斷變化。
成城四丁目、成城五丁目與成城六丁目相比，搬遷情形較少，有較多的長期居住者。
建蔽率、容積率較特別的成城八丁目是都營住宅與三菱重工業、Japan Line（ジャパンライン）、丸紅、農林中金等企業的員工住宅所在地，近年，員工住宅陸續改建為中高層公寓。此外，都營住宅也決定進行改建，待居住者搬離後將開始進行建設工程。工程預計四年完成，將建造3棟9層高的大樓。現在9層樓高的超高級付費老人之家SACRAVIA成城（サクラビア成城）與周圍的公寓形成巨大的公寓街區。
相較於成城八丁目中高層公寓林立，成城九丁目都是低層公寓與獨棟樓房。

### 住民協定
長久以來，成城的居民締結《成城憲章》，對建築構造、外觀進行規範，以維持街區環境與景觀。但近年來因房產繼承與區劃細分化所造成的迷你開發與公寓建設，使居民感到擔憂。過去，統一教的進駐與Green Plaza（グリーンプラザ）舊址的公寓開發引發大規模的居民運動。2010年，成城四丁目計畫成立智能障礙者團體家屋（グループホーム，Group Home），反對派居民製作『智能障礙者團體家屋開設計畫撤案請願書』，共有1,035名民眾連署，計畫因此停止。

## 歷史
明治末期，此地屬北多摩郡砧村大字喜多見，多為武藏野的雜木林與荒野。
得知小田急線計畫通過此地的小原國芳，為籌措學園的建設資金，購入周邊土地2萬坪，區劃重整後賣出。當時小原表示：「雜木林，沒有住家，這個一百二十丁（町）步的高地，地價便宜，沒有住家，是優秀的高地，西望富士秀峰，腳下有玉川清流，是個不可思議的土地」。之後小原與中央鐵道（現在的小田急電鐵）協商開設學園前站。學園用地2萬4000坪中的1萬坪土地是由地方大地主鈴木久彌捐贈，他更捐贈小原現金1萬圓（當時公務員薪資為75圓）作為資金。
之後，小原國芳以同樣手法打造玉川學園。
包含成城學園在內的出售土地位於車站北側，車站南側（現成城一丁目至成城三丁目）是鈴木久彌所擁有。成城一丁目（東京都市大附屬中、高校，區立砧中，科學技術學園高等學校等所在地）在過去為御料林，學習院也曾計畫移至此地。
包括柳田國男、野上彌生子，之後的大江健三郎、大岡昇平、川上宗薫、中河與一、水上勉、橫溝正史等作家陸續遷入此地，宛如文士村。
1932年，因鄰近東寶攝影所，黑澤明、市川崑、本多豬四郎、志村喬、三船敏郎、加東大介、加山雄三、石原裕次郎、宇津井健、有島一郎、藤田進、司葉子、深作欣二、大林宣彦等電影人移住此地。此外，與電影產業關係深厚的芥川也寸志、松村禎三、小澤征爾等音樂家也是此地住戶。
1966年，三船製片公司在此成立攝影所。
1980年代的泡沫經濟時期，企業在本地的房產增加。
1971年（昭和46年），成城町合併周邊土地，成立現在的成城一丁目至成城九丁目。
近年，本地成為許多藝人的居住地。

### 地名由來
地名來自於1925年（大正14年）成立的成城學園，「成城」來自於《詩經》中的「哲夫成城」。在此之前，此地名為北多摩郡砧村大字喜多見。1927年（昭和2年），小田急電鐵在學園請求下設立成城學園前站，逐漸成為此地地名。

### 沿革
- 1924年（大正13年） - 區劃重整、成城學園校舍開始建設。第1期土地多由成城學園學生的家族所購入。當初一塊建地約400坪。
- 1925年（大正14年） - 出現最早的4戶住宅。4月，成城學園遷至此地、開校。5月，成立大字喜多見成城。以小田急線鋪設預定地為界設置字北、字南，「成城」首次成為行政地名。
- 1927年（昭和2年） - 小田急線開通。完成40戶住宅。
- 1931年（昭和6年） - 車站南側、東寶砧攝影所的前身PCL（相片化學研究所）成立。之後，藝人等開始移入。
- 1936年（昭和11年） - 10月，編入東京市世田谷區，大字喜多見成城改為成城町。
- 1970年（昭和45年） - 3月，實施住居表示。與周邊的祖師谷一丁目、祖師谷二丁目、喜多見町、砧町各一部分合併為成城一～九丁目。

## 交通

### 鐵路
此地有小田急電鐵小田原線成城學園前站，僅部分班次以外的浪漫特快，與快速急行未停站。
平日與周六早晨可見各校學生湧入車站。

## 備註
1. ↑  平成25年（2013年）の世田谷区の町丁別人口と世帯数 - 世田谷区
2. ↑  河野秀樹『周縁を呑み込んだ都市』p.115（文芸社，2001年）